# 빙하 공화국

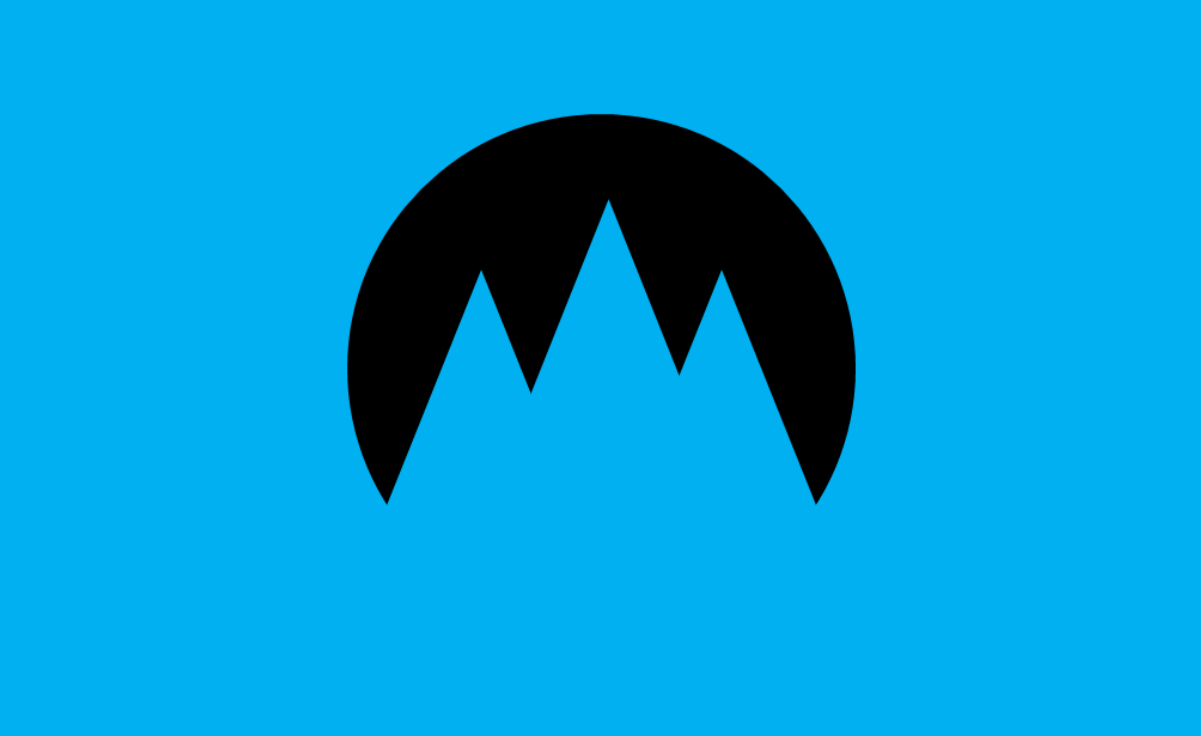
빙하 공화국의 국기

지도

빙하 공화국(Republic of Glacier)은 환경보호단체 그린피스가 세운 마이크로네이션이다. 칠레와 아르헨티나 남단, 남극에 가까운 파타고니아에 인근의 위치해 있다.
활동가들은 칠레가 빙하의 완전성과 보호를 인정하고 보장하는 적절한 법안을 통과시키면 "빙하 공화국과 그 시민들은 빙하를 칠레 국가에 반환할 것"이며 빙하 공화국은 더 이상 존재하지 않을 것이라고 말한다. 따라서 공화국의 진짜 목적은 오래 지속되는 국가를 만드는 것이 아니라 칠레 정부가 빙하를 보호하도록 강요하는 것이다. "독립" 이후 10일 이내에 40,000명 이상의 사람들이 공화국을 지지하는 "시민"이 되기 위해 서명했으며, 공화국은 이미 전 세계 40개국(기본적으로 그린피스 인터내셔널이 이미 사무실을 두고 있는 국가)에 대사관을 열었다.

## 법적 지위
그린피스의 성명은 빙하의 법적 지위를 지배하는 명백한 부재 아노미 또는 법적 규칙을 호소할 것이다. 그러나 칠레 민법 제593조 제2항 은 "영해 기선 내부의 물은 국가의 내수의 일부를 형성한다"고 명시하고 있으며 제595조는 "모든 물은 국가 공공재이다"라고 규정하고 있다. 반면, 기본 환경법 제19,300조는 제36조에서 보호 구역의 일부를 형성하며 "많은 바다, 해변, 해변가, 호수, 연못, 빙하, 저수지, 개울, 늪 및 경계 내에 위치한 기타 습지"를 규정한다.
한편, 2013년 8월 12일 칠레 관보에 발표된 SEIA의 칠레 국가령 제40호 환경영향평가 규정 시스템은 국가 보호 야생 지역 시스템(SNASPE) 내부에 위치한 빙하와 SNASPE 외부에 위치한 빙하를 구별하지 않고 다음과 같이 명시하고 있다. "모든 프로젝트는 모든 단계에서 시스템이 환경영향평가를 거쳐야 한다. 댐, 배수, 배수, 준설 또는 변경 방어, 중요한 신체 또는 자연 수로, 수자원국에서 공공 목록에 '빙하' 로 통합한 경우" 해당 활동 또는 프로젝트의 보유자는 프로젝트 또는 활동이 빙하 근처에 위치하여 영향을 받을 수 있는 경우 환경영향평가를 제출해야 하며, 다음 영역으로 활동의 영향 지역을 적격화해야 한다. 따라서 SNASPE 외부의 빙하는 칠레 정부의 다양한 정부 기관에서 가중 분석을 실시하고 해석해야 하며, 환경 영향 연구 시스템 절차에 따라 결정을 내려야 하며, 빙하에 위험을 초래할 수 있는 프로젝트나 활동을 승인하기 전에 소유자가 이 연구를 제시할 때 해당 기록의 존재를 고려해야 한다. 따라서 빙하가 칠레 영토의 일부로 인정되는 데는 부족함이 없다.